# Michail Bogoeslavski
Michail Solomonovitsj Bogoeslavski (Russisch: Михаил Соломонович Богуславский) (Krjoekov, nabij Poltava, 1 mei 1886 – Moskou, 1 februari 1937) was een Russisch vakbondsman en communist van Joodse komaf.
Bogoeslavski was aanvankelijk een socialistisch vakbondsman maar sloot zich in 1917 aan bij de Bolsjewieken. Hij vocht tijdens de Russische Burgeroorlog aan de kant van het Rode Leger in Oekraïne. Van 1920 tot 1927 vervulde hij diverse vooraanstaande regeringsposten in Moskou.
Bogoeslavski nam deel aan verscheidene anti-Stalinistische oppositiegroeperingen en sloot zich in 1927 aan bij Trotski's Linkse Oppositie, waarbinnen hij een vooraanstaande rol speelde. In 1927, na de val van Trotski, werd hij uit de partij gestoten, na een spijtbetuiging in 1929 opnieuw weer toegelaten, maar uiteindelijk kwam deze opstelling hem toch duur te staan: in 1936 werd hij gearresteerd en tijdens het tweede Moskouse showproces in 1937 werd hij op basis van gefingeerde beschuldigingen ter dood veroordeeld en direct daarna geëxecuteerd.